# Gavin Warren

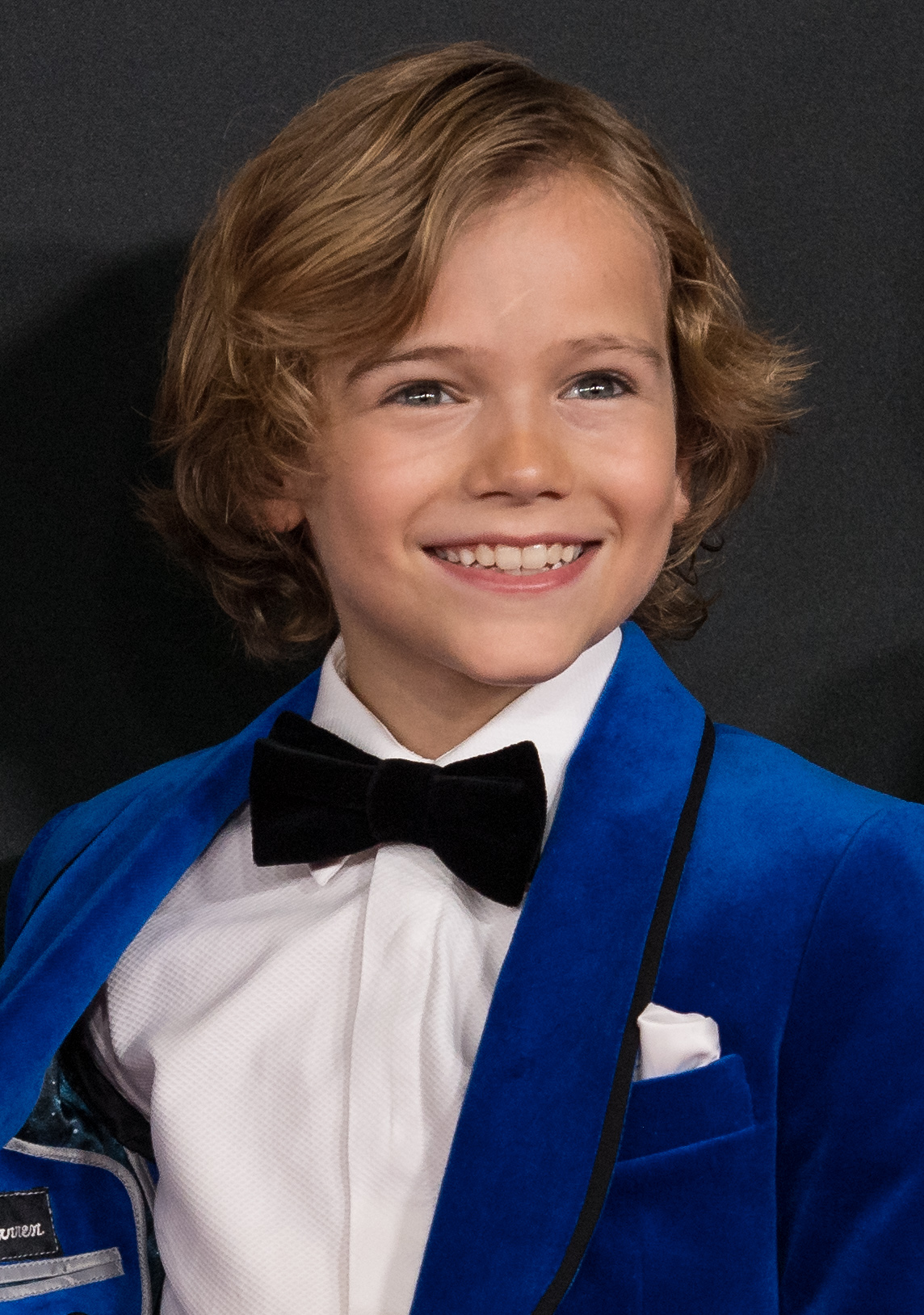
Gavin Warren (2018)

Gavin Hunter Warren (* 17. April 2008 in Houston, Texas) ist ein US-amerikanischer Kinderdarsteller.

## Leben und Karriere
Gavin Warren wurde 2008 in Houston, Texas als jüngster Sohn einer fünfköpfigen Familie geboren. Als Kind spielte er Klavier und turnte, ehe er sich von Adam Sandler inspiriert dazu entschied, Schauspieler werden zu wollen. Im Jahr 2015 gewann Warren eine Schauspiel- und Modelwettbewerb, woraufhin er in eine lokale Künstleragentur aufgenommen wurde. Es folgten erste Rollen im Kurzfilm Two Wongs Make a White und im Filmdrama Back Roads, ehe Warren 2018 in Damien Chazelles Filmbiografie Aufbruch zum Mond an der Seite von Ryan Gosling zu sehen war.
Um sich fortan auf seine Schauspielkarriere zu fokussieren, wechselte Warren von einer staatlichen Schule zum Hausunterricht. In den Folgejahren hatte er Gastauftritte in den Fernsehserien Daybreak und Navy CIS: New Orleans, während er in den Filmen Mack (2019), A Hard Problem (2021) und 12 Mighty Orphans (2021) Nebenrollen übernahm. 2023 war er in der achten Staffel der Horrorserie Fear the Walking Dead zu sehen, ehe er im Folgejahr eine Hauptrolle im Horrorfilm Night Swim verkörperte.
Zu seinen weiteren angekündigten Filmprojekten zählen die Thriller The Descendant und Geechee, das Filmdrama Unbreakable Boy und der Kriminalfilm The Man in the White Van.
Warren lebt im texanischen Katy.

## Filmografie
- 2018: Back Roads
- 2018: Aufbruch zum Mond (First Man)
- 2019: Mack
- 2019: Daybreak (Fernsehserie, Folge 1x09)
- 2020: Navy CIS: New Orleans (NCIS: New Orleans, Fernsehserie, Folge 6x14)
- 2021: A Hard Problem
- 2021: 12 Mighty Orphans
- 2023: Fear the Walking Dead (Fernsehserie, 5 Folgen)
- 2023: #FBF
- 2023: The Man in the White Van
- 2024: Night Swim
- 2025: Das Wunderkind (The Unbreakable Boy)